# Nato il sei ottobre
Nato il sei ottobre è un docufilm italiano trasmesso in prima visione su Rai 1 l'8 ottobre 2024 per celebrare i cento anni dall'inizio delle trasmissioni radiofoniche.

## Trama
Giacomo Curtoni, nato alle 21 del 6 ottobre 1924 nello stesso momento in cui è iniziata la prima trasmissione radiofonica (annunciata da Ines Viviani Donarelli e seguita dal concerto inaugurale del Quartetto Opera n.7 di Haydn), è un bambino come gli altri del suo tempo, ma affascinato e ammaliato in modo particolare dalle voci, dai suoni, e dalle storie che sente uscire da quella grande scatola magica. Tanto più che non ha un padre: il genitore biologico, infatti, con cui sua madre ebbe una breve avventura, non ne ha voluto sapere nulla di quel figlio venuto per caso.
Giacomo quindi, riversa sulla radio una parte importante delle aspettative pedagogiche che gli sono venute a mancare. Considera quell’elettrodomestico quasi un essere umano, alla stregua di un membro stesso della famiglia. E questo suo amore, questo sentimento di riconoscenza verso lo strumento radiofonico è talmente forte che nel 1934, dopo aver ascoltato in salotto insieme alla sua famiglia la finale di calcio Italia-Cecoslovacchia che regalò all'Italia la prima Coppa del Mondo, decide di scrivere una lettera di ringraziamento indirizzandola proprio alla sede della EIAR. 
Quella lettera farà un lungo viaggio e arriverà fino ai giorni nostri attraversando insieme alla radio le tappe più importanti della storia d'Italia, rivisitando immagini e documenti sonori originali.
(Dedica conclusiva)

## Produzione
Il docufilm è stato girato nel luglio 2024 a Roma, in particolare a Cinecittà, in via Due Macelli, al Museo Atac e all'Ospedale Carlo Forlanini.